# ЭР33
ЭР33 (Электропоезд Рижский, 33-й тип) — серия экспортных электропоездов переменного тока производства Рижского вагоностроительного завода (РВЗ). Поставлялась Советским Союзом, а затем независимой Латвией в Болгарию в начале 1990-х годов.

## История создания

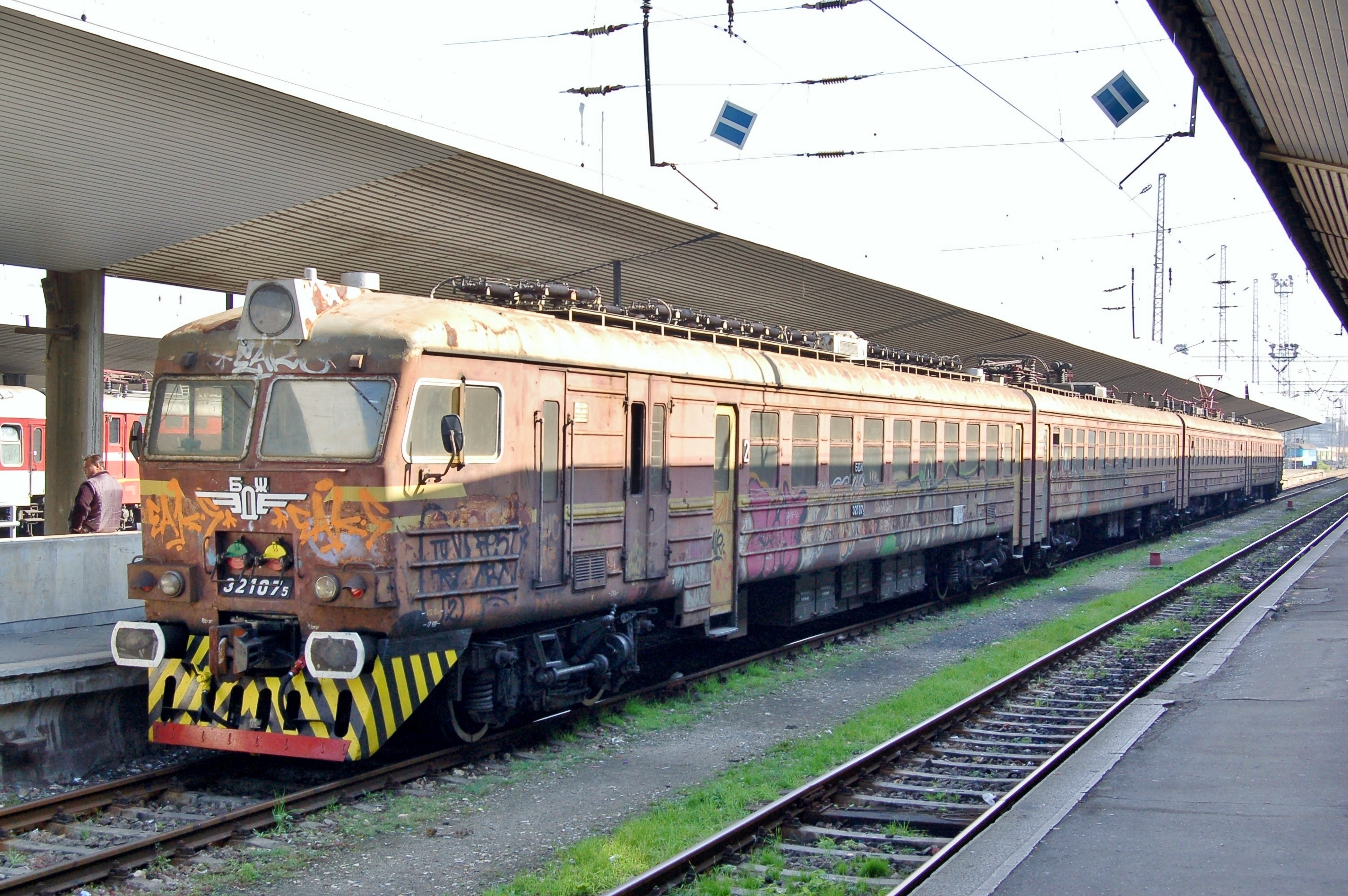
Электропоезд ЭР25 (БДЖ 32).
Вид на вагон 32 107.5

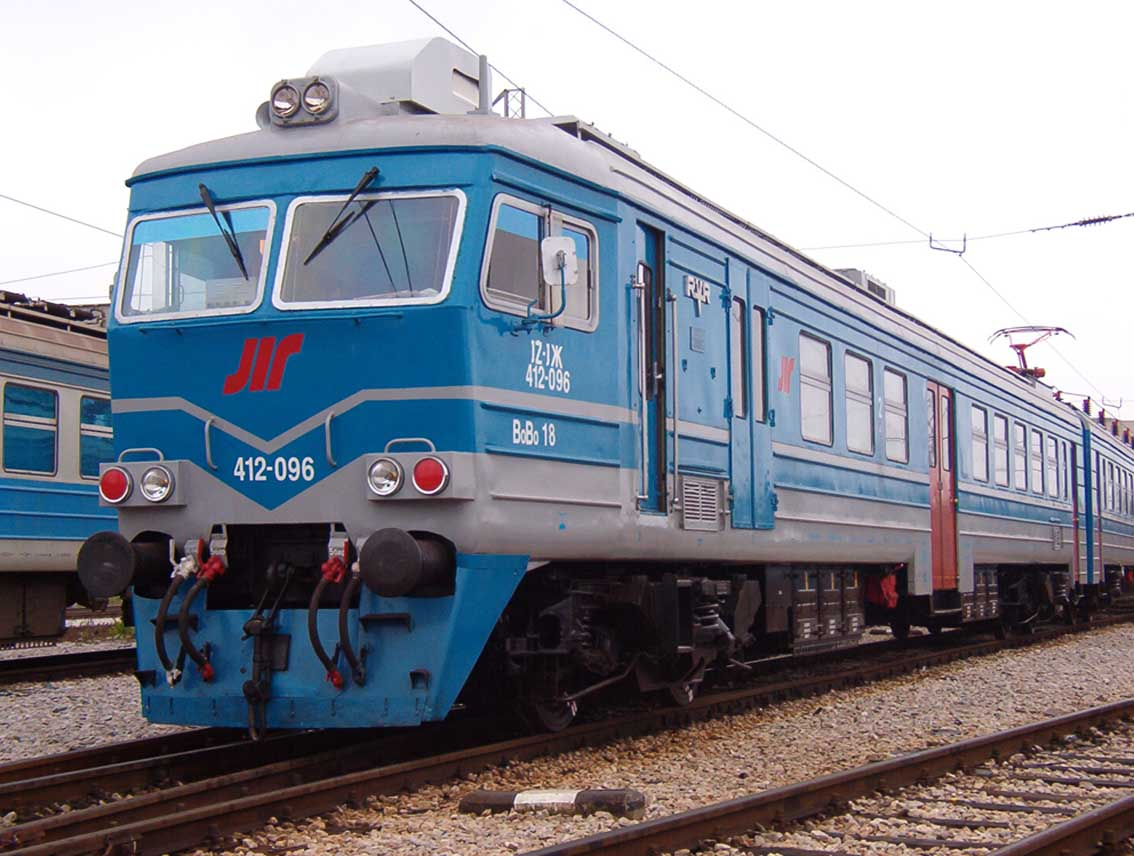
Электропоезд ЭР31 (JЖ 412/416).
Вид на вагон 412-096

Советский Союз в 1970-х годах уже поставлял в Болгарию электропоезда РВЗ, созданные специально для этой страны. Это серия ЭР25, обозначенная на Болгарских государственных железных дорогах (БДЖ) как серия 32 (БДЖ 32). В конце 1980-х годов руководство БДЖ решило приобрести ещё одну партию электропоездов РВЗ. Однако на тот момент производство ЭР25 было завершено, а на его основе был создан электропоезд ЭР31 для Югославии.
Поэтому для пополнения парка БДЖ была создана следующая модель — ЭР33. Во многом идентичная ЭР25, она унаследовала средний тамбур от ЭР31, а так же некоторые другие улучшения. По сути, ЭР33 является упрощённым и удешевлённым вариантом ЭР31. Точных данных по заводскому обозначению поезда и его вагонов не обнаружено; в некоторых списках ЭР33 может упоминаться как ЭР31 для Болгарии в одной строке с ним.
Согласно правилам БДЖ состав получил серию 33. Для обозначения в тексте обычно к серии добавляется указание на оператора: БДЖ серия 33, или (сокращённо) БДЖ 33. Может также встречаться развёрнутое написание: БДЖ серия 33.ХХХ (либо БДЖ 33.000), где ХХХ (000) — указание на трёхзначный эксплуатационный номер. В самой Болгарии может упоминаться просто как ЕМВ 33 (аббревиатура ЕМВ приблизительно соответствует русскому термину «электропоезд»).

## Общие сведения
Поезда ЭР33 строились в период с 1990 по 1992 год. Изначально предполагалось, что Болгария приобретёт около 30 — 40 составов ЭР33. Однако, по причине финансовых затруднений, всего было изготовлено и поставлено шесть комплектных (четырёхвагонных) электропоездов; с большими трудностями удалось оплатить последний из них, построенный в 1992 году.
Подробные данные о выпуске приведены в таблице.

### Составность
Каждый четырёхвагонный поезд компоновался по схеме Мг+Пп+Пп+Мг. При этом была предусмотрена эксплуатация этих поездов по системе многих единиц (СМЕ), объединяя два состава в восьмивагонный поезд.

### Технические характеристики
Электропоезда ЭР33 используют стандартное для линий БДЖ напряжение переменного тока в 25 кВ при частоте 50 Гц.
Основные параметры четырёхвагонного электропоезда:
- ширина вагона — 3120 мм;
- мест для сидения:
  - в поезде — 294;
  - в вагоне Мг — 66;
  - в вагоне Пп — 81;
- мощность продолжительного режима — 1320 кВт;
- конструкционная скорость — 130 км/ч;
- максимальная эксплуатационная скорость — 120 км/ч.

### Нумерация и маркировка
В 1988 году БДЖ перешли на новую систему обозначения, нумерации и маркировки подвижного состава, которая была введена на поезде ЭР25 (БДЖ 32). Вагоны поезда БДЖ 33 нумеровались и маркировались аналогично. Эксплуатационные номера — четырёхзначные, в формате ХХХ.Y; причём первые три символа составляли номер вагона, а четвёртый символ — дополнительная цифра, отделённая точкой. Номера XXX вагонов Мг начинаются с 001, а номер вагона Пп той же учётной секции (Мг+Пп) получаются по формуле ХХХ + 200, т.е. начинаются с 201. На примере первого состава, его вагоны получили следующие номера: первая секция — 001.9 (Мг) и 201.5 (Пп); вторая секция — 002.7 (Мг) и 202.3 (Пп). Поскольку у поезда нет номера, как такового, для указания на конкретный поезд по этой системе в данной статье применён формат через дробь, по номерам головных вагонов; например, БДЖ 33 001/002 (для первого состава).
Маркировка на вагонах выполнялась в формате 33 XXX.Y, причём цифра после точки выполнялась мелким шрифтом (например, 33 008.4). Для вагона Пп маркировка наносилась на бортах ниже линии окон в центре; для вагона Мг в тех же местах и на головной части кабины, над автосцепкой по центру. Также на головной части под лобовыми стёклами по центру располагался логотип БДЖ; этот же логотип располагался между центральными окнами на бортах вагонов. В районе каждой тележки вагона на его борту на уровне окон наносилась цифра 2, означающая количество осей в тележке.
Данные по выпуску и нумерации приведены в таблице ниже.
| № пп | Эксплуатационный номер | Эксплуатационный номер | Эксплуатационный номер | Эксплуатационный номер | Год выпуска | Примечание    |
| № пп | вагон 1                | вагон 2                | вагон 3                | вагон 4                | Год выпуска | Примечание    |
| ---- | ---------------------- | ---------------------- | ---------------------- | ---------------------- | ----------- | ------------- |
| 1    | 33 001.9               | 33 201.5               | 33 202.3               | 33 002.7               | 1990        | Списан в 2012 |
| 2    | 33 003.5               | 33 203.1               | 33 204.9               | 33 004.3               | 1990        | Списан в 2011 |
| 3    | 33 005.0               | 33 205.6               | 33 206.4               | 33 006.8               | 1991        | Списан в 2012 |
| 4    | 33 007.6               | 33 207.2               | 33 208.0               | 33 008.4               | 1991        | Списан        |
| 5    | 33 009.2               | 33 209.8               | 33 210.6               | 33 010.0               | 1991        | Списан в 2012 |
| 6    | 33 011.8               | 33 211.4               | 33 212.2               | 33 012.6               | 1992        | Списан в 2011 |

## Конструкция

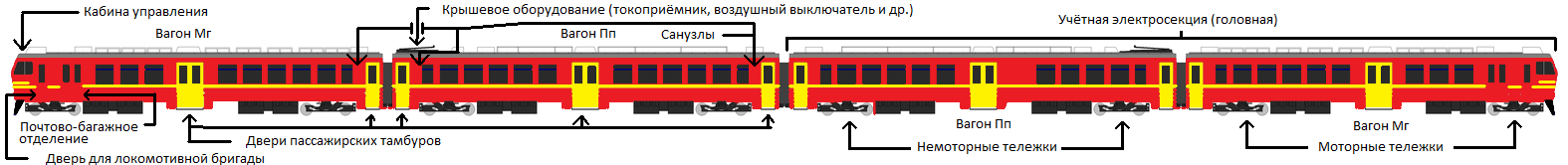
Схема компоновки электропоезда ЭР33 и расположения оборудования на вагонах

### Механическое оборудование

#### Кузов
Как было написано выше, кузова вагонов электропоезда ЭР33 во многом аналогичны применённым на серии ЭР31. Имеется багажное отделение за кабиной машиниста. Каждый промежуточный вагон имеет три тамбура (по одному с каждого края и один в центре вагона). Двери центрального тамбура выполнены двухстворчатыми, крайние — одностворчатыми. Все тамбуры выполнены с выходом на обе стороны. Головной вагон имеет аналогичные тамбуры в центре и с края без кабины. Со стороны кабины вместо пассажирского крайнего тамбура вагон имеет третью пару дверей (для багажного отделения), которые выполнены двухстворчатыми. Конструкция кабины ЭР33, однако, более идентична ЭР25, чем ЭР31 (на поездах для Болгарии применяется один прожектор на кабину, видны стыковочные устройства для объединения двух поездов в один и т.п.). На кабине установлены два блока буферных фонарей; каждый блок выполнен в форме прямоугольной коробки и содержит один красный и один белый буферный фонарь. Как и на ЭР25, красные буферные фонари расположены ближе к краям кабины, белые — ближе к центру (на некоторых ЭР31 расположение было противоположным).
Композиция поезда полностью аналогична как ЭР25, так и ЭР31. Токоприёмники, главные воздушные выключатели и часть другого электрооборудования расположены на прицепных вагонах.

#### Тележки
Каждый вагон опирается на две двухосные тележки. Обе тележки моторного вагона — тяговые (моторные); каждая ось оснащена электродвигателем. Диаметр колёс тяговой тележки 1050 мм.

### Электрооборудование
Точных сведений об электрооборудовании ЭР33 не обнаружено. Предположительно оно во многом унифицировано с серией ЭР25.

## Эксплуатация
Изначально все поезда серии ЭР33 поступили в депо Подуяне.
Несколько позже все эти поезда были переданы в депо София.
К 2013 году из поставленных шести поездов по разным причинам были списаны по крайней мере пять; позже был списан последний электропоезд серии (БДЖ 33 007/008). Сведений о сохранении их вагонов для истории не обнаружено.
Наиболее часто эти поезда использовались на маршрутах малой и средней протяжённости со многими остановками. Этот тип поезда — так называемый в Болгарии пассажирский поезд (болг. пътнически влак), в отличие от скорого поезда (болг. бърз влак) и экспресса (болг. експресен влак). Основное отличие этих типов поездов в средней скорости движения и количестве остановок, а также в цене билета.
Примерно с 2005 года, как и ЭР25, постепенно заменяются на электропоезда семейства Desiro производства компании Siemens.

### Комментарии
1. ↑  БДЖ — болг. Български държавни железници, Болгарские государственные железные дороги
2. ↑  ЕМВ — болг. Електрически мотрисен влак, буквально: поезд электромотрис (электропоезд)